# Marta Sahagún
Marta María Sahagún Jiménez (Zamora, Michoacán; 10 de abril de 1953) es una política mexicana. Esposa de Vicente Fox, expresidente de México y dirigente de la Fundación Vamos México, A.C.
Se distinguió por su intenso protagonismo político, al contrario de las esposas de los anteriores presidentes mexicanos, lo que levantó opiniones sobre una presunta pretensión para suceder a su marido en la presidencia.

## Biografía
Nació en Zamora, Michoacán. Fue la segunda de los seis hijos, Beatriz, Alberto, Guillermo, Sofía y Teresa, del médico Alberto Sahagún de la Parra y de Ana Teresa Jiménez Vargas, quien se dedicó al hogar. Durante algunos años Marta Sahagún se desempeñó como maestra de inglés en la Universidad Lasallista Benavente. Su primer matrimonio fue con Manuel Bribiesca Godoy, quien sería diputado del PAN junto con el entonces también diputado Vicente Fox; con su marido procreó tres hijos: Manuel, Jorge Alberto y Fernando. Se separaron en 1998 y firmaron el divorcio en el año 2000. Su matrimonio religioso fue declarado nulo en 2005, después de que ella alegara violencia doméstica, por lo que para fines prácticos significa que ella nunca se ha casado por la Iglesia y puede hacerlo por primera vez. El matrimonio religioso de Vicente Fox también fue declarado nulo el 11 de junio de 2007.
El 2 de agosto de 2007 anunció que se casaría por la iglesia con Vicente Fox., lo cual sucedió el 9 de julio de 2009. La familia Bribiesca Sahagún nunca tuvo cuentas bancarias millonarias sino hasta que Marta se casó con Vicente Fox en 2001.

## Ámbito político

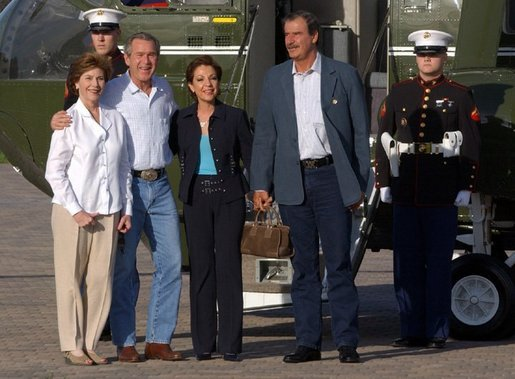
Marta Sahagún con Laura Bush, George W. Bush y Vicente Fox.

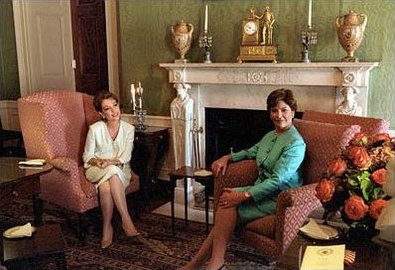
Marta Sahagún con Laura Bush.

Desde 1988 es miembro activo del Partido Acción Nacional. Después de perder la contienda por la alcaldía de Celaya, Guanajuato, conoció a Vicente Fox en 1995, quien la nombró vocera durante su gobierno en Guanajuato, después durante su campaña presidencial y más tarde vocera de la Presidencia durante el primer año de gobierno.
El 24 de septiembre de 2001 creó una fundación llamada Vamos México, que destinaría fondos de ayuda a la gente marginada del país y a otras organizaciones tales como la Legión de Cristo, del padre Marcial Maciel, de la cual fue una activa participante. Su fundación la llevó a adquirir un elevado protagonismo en los medios de comunicación, y un alto nivel de popularidad. Las actividades de Vamos México fueron inauguradas con un concierto del cantante británico Elton John en el Castillo de Chapultepec. Este costoso evento fue criticado entre la prensa no solo por utilizar un edificio del patrimonio histórico para un fin privado, sino porque las donaciones —deducibles de impuestos— se emplearon presuntamente en la diversión de la élite económica y no en la beneficencia.
Sus actividades —que incluían presencia constante en medios de comunicación a través de spots publicitarios— fueron criticadas por sus opositores, por considerarlas una manera de autopromoverse para contender por la presidencia de México en el año 2006 (de hecho, las encuestas la llegaron a situar como la más popular entre los aspirantes de su partido). Su fundación ha sido criticada en México y en el extranjero (Financial Times), por supuesta falta de transparencia en el manejo de sus recursos, el origen de las donaciones y el supuesto uso discrecional de las mismas con fines políticos, así como de realizar prácticas populistas. Durante una entrevista de Carlos Loret de Mola, el 24 de junio de 2004, con la directora de Vamos México, Verónica Ortiz (cuñada de Vicente Fox), sus gráficas de donaciones registraban un 104%; no se explicó por qué la institución se quedó con 70% de los donativos durante 2001 y 2002, y tampoco dijo lo que pasó con 30 millones de dólares que donó Bill Gates.
A principios del año 2004 declaró que México estaba listo para tener una mujer como presidenta, y que estaba dispuesta a continuar con el proyecto de Vicente Fox. Estas declaraciones la convirtieron de nuevo en blanco de críticas de varios sectores del país, acusándola junto con el presidente de promover una forma de reelección. La presión sobre el gobierno aumentó, por lo que el expresidente Vicente Fox declaró que él y su esposa se retirarían a vivir a su rancho al término de su mandato en 2006. Marta Sahagún ofreció una conferencia de prensa donde declaró que no pretendía contender por la presidencia de México.
Las críticas hacia Sahagún han sido bastante fuertes en algunos medios de comunicación. Se le ha criticado sobre presuntos gastos excesivos en su vestuario, sobre desvío de recursos del gobierno a su fundación, intercambio de favores a empresarios a cambio de donaciones, e incluso ha habido señalamientos en cuestiones personales (sobre su primer matrimonio y acerca de su vida sentimental). El periodista de Grupo Monitor, José Gutiérrez Vivó, vertió señalamientos puntuales sobre su intervención directa en el litigio de Vicente Fox con Grupo Radio Centro, que hubo llevado a la empresa del comunicador al borde del colapso económico.

## Controversias

### El conflicto contra Proceso y Olga Wornat
En 2003 la periodista argentina Olga Wornat publicó un libro sobre Marta Sahagún, titulado La Jefa: Vida pública y privada de Marta Sahagún de Fox, y más tarde, en 2005, un segundo libro: Crónicas malditas, en el que denunciaba, con detalles, un presunto tráfico de influencias de los hijos de Sahagún. De acuerdo con los hechos relatados, gracias a estas influencias los hermanos Bribiesca habrían amasado una enorme fortuna. Esas declaraciones propiciaron una investigación del Congreso de la Unión a las empresas de sus hijos.
En 2005 se enfrentó por la vía legal con la revista Proceso (muy crítica del gobierno de Fox) y con la periodista argentina Wornat, alegando intromisión en su vida personal y daño moral. Wornat había adelantado una parte de su libro Crónicas malditas en un artículo de la revista Proceso, donde hacía señalamientos respectivos a la vida íntima de Sahagún en su primer matrimonio, basados en una carta que esta última había enviado a las autoridades eclesiásticas de la Santa Sede con el fin de anularlo.
En marzo de 2006 un juez declaró culpable a Wornat de daño moral hacia Manuel Bribiesca Sahagún, fallando en favor de Marta Sahagún y fijando un monto de poco menos de 2 millones de pesos (180.000 dólares) como compensación a la esposa del presidente de México, tras considerar que el solo hecho de publicar su vida íntima era prueba fehaciente del daño. Para fijar la cantidad a pagar, el juez se basó en el tiraje de ejemplares de la edición de Proceso; las ganancias por su venta fueron consideradas ilegítimas. La casa editora de Proceso se quejó de que el juez no había aceptado sus pruebas. Marta Sahagún apareció ante los medios de comunicación para anunciar su victoria, y expresó que el dinero sería utilizado para obras de beneficencia.
El 16 de mayo de 2006 el Tribunal Superior de Justicia del Distrito Federal anuló la sentencia del juez, al considerar que no se tomaron en cuenta las pruebas presentadas por los inculpados. Poco tiempo después la revista quedó exculpada de daño moral, mientras que Olga Wornat fue declarada culpable. Sahagún solicitó un amparo a la Suprema Corte de Justicia de la Nación, pero le fue negado el 7 de octubre de 2009. Los ministros acordaron que, al ser una figura pública, Sahagún estaba sujeta al escrutinio público.

### Los hermanos Bribiesca
En parte como resultado de las revelaciones de la periodista Olga Wornat, la Cámara de Diputados emprendió pesquisas sobre las actividades de los hermanos Bribiesca Sahagún, hijos de Marta Sahagún.
El 27 de enero de 2006 la Cámara de Diputados concluyó que "sí hubo tráfico de influencias de los Bribiesca", pero que no habría denuncias penales. Al dar a conocer su informe final a mediados de 2006, la comisión de la Cámara de Diputados, presidida por el diputado Jesús González Schmal, encontró supuestamente múltiples pruebas que comprobarían turbios manejos en los negocios de los hijos de Marta y decidieron levantar una denuncia en la Procuraduría General de la República. Al enterarse del informe, ella salió en conferencia de prensa en la residencia oficial de Los Pinos para criticar duramente a la comisión, especialmente a González Schmal, alegando que se trataba de mentiras y de un montaje publicitario en su contra.
También en enero de 2007 se publicaron documentos que vinculaban a la notaría particular del procurador general de la República, Daniel Cabeza de Vaca, con los hermanos Bribiesca, en un asunto relacionado con la concesión de un préstamo de 66,9 millones de pesos procedentes del ente público para crédito inmobiliario Infonavit. Anteriormente, el procurador había negado practicar tráfico de influencias en favor de los hermanos Bribiesca, alegando que ni los conocía.
La periodista Anabel Hernández, en su libro Fin de fiesta en Los Pinos (2006) contribuyó a acrecentar las críticas contra Sahagún y sus hijos. Hernández, al igual que Wornat, ha investigado sobre el presunto tráfico de influencias de los Bribiesca, entre lo que se halla la supuesta apertura de una empresa de aerolíneas en términos poco claros.
El 23 de septiembre de 2007 el diputado federal Elías Cárdenas, encargado de las pesquisas de la Cámara sobre las actividades de los hermanos Bribiesca, declaró «que Jorge Alberto y Manuel Bribiesca Sahagún se beneficiaron con un monto de 6 mil millones de pesos, derivado de los fraudes detectados en los contratos obtenidos por Oceanografía –de la cual son dueños– con Pemex».
Los malos manejos de la empresa Oceanografía dieron como resultado la muerte de varios trabajadores en la Sonda de Campeche. Una investigación de un grupo de legisladores reveló tanto los nexos con los hermanos Bribiesca como con el finado Juan Camilo Mouriño, quien a la postre fue titular de la Secretaría de Gobernación al inicio del sexenio de Felipe Calderón, sucesor de Fox.